# حياة النهر
حياة حسن النَّهر (1934) شاعرة عراقية. ولدت في الصويرة من محافظة واسط ونشأت بها. بعد الدراسة الابتدائية قامت بتثقيف نفسها عصامياً ثم عادت إلى الدراسة حتى حصلت على البكالوريوس في الأدب الإنكليزي عام 1970. نشرت شعرها في عدد من الصحف بأسماء المستعارة حياة النهر وحياة الزبيدي وأم سامر. عملت موظّفة وصحفية من 1956. اشتغلت في دوائر الدولة المختلفة إلى أن أحيلت إلى التقاعد 1986. من دواوينها الشعرية الغد المشرق 1958 وأغنيات للثورة 1960 وسدّ مأرب 2002 ولها رواية بعنوان شاهد 1978.

## سيرتها
ولدت حياة حسن كاظم النَّهر سنة 1934 م/ 1353 هـ في الصويرة من محافظة واسط. لم تنح لها الظروف مواصلة التعليم وقبل أن تكمل دراستها الإعدادية اضطرت إلى الاعتكاف في البيت، لكنها كانت شديدة الرغبة لمواصلة تعليمها، وقامت بتعلم نفسها وأصبحت عصامياً، حتى حصلت على الثانوية العامة سنة 1965، وفي سنة 1970 حصلت على شهادة البكالوريوس في الأدب الإنجليزي.

نشرت شعرها تحت أسماء مستعارة مثل حياة الزبيدي، وأم سامر، وكانت وقتها تعمل في الصحافة ثم تنقلت في العديد من وظائف الدولة حتى سنة 1986 حين بلغت سن التقاعد. 

كتب سنة 1976 أول رواية لها تحت عنوان الشاهد كما كتبت ونشرت العديد من القصص القصيرة. له ثلاث دواوين شعرية.

## مؤلفاتها
- الغد المشرق ، ديوان شعري، كتب مقدمته بدر شاكر السياب، 1958 .
- أغنيات للثورة ، ديوان شعري، 1960 .
- سدّ مأرب، ديوان شعري، 2002 .
- شاهد، رواية، 1978.

## وصلات خارجية
- في "أرشيف المجلات"